# Anopheles erythraeus
Anopheles erythraeus este o specie de țânțari din genul Anopheles, descrisă de Corradetti în anul 1939.
Este endemică în Eritrea. Conform Catalogue of Life specia Anopheles erythraeus nu are subspecii cunoscute.